# Улица Вострышева
Улица Вострышева (укр. Вулиця Востришева) — улица в Деснянском районе города Чернигова. Пролегает от улицы Архитектурная до улицы Анатолия Шкурко (Академика Рыбакова), исторически сложившаяся местность (район) Александровка.
Примыкает улица Прорезная.
По названию улицы именуется остановка общественного транспорта по улице Академика Рыбакова.

## История
Согласно Топографической карте М-36-015, по состоянию местности на 1985 год улица не была проложена.
Улица Независимости переименована, после вхождения села Александровка в состав города Чернигова, для упорядочивания названий улиц, поскольку в Чернигове уже была улица с данным названием в жилом массиве Масаны. 
12 ноября 2002 года получила современное название — в честь погибшего при исполнении сотрудника МВД Сергея Вострышева, согласно Решению Черниговского городского совета (городской глава А. В. Соколов) 5 сессии 24 созыва «Про переименование улиц города» («Про перейменування вулиць міста»).

## Застройка
Улица пролегает в юго-восточном направлении — параллельно улицам Спасская и Новоукраинская. Парная и непарная стороны улицы заняты усадебной застройкой, частично застроена. 
Учреждения: нет